# Джон Шерідан (футболіст)
Джон Джозеф Шерідан (англ. John Joseph Sheridan; 1 жовтня 1964, Стретфорд) — ірландський та англійський футболіст, півзахисник. По завершенні ігрової кар'єри — футбольний тренер. Наразі очолює тренерський штаб команди «Честерфілд».
Як гравець насамперед відомий виступами за клуби «Лідс Юнайтед» та «Шеффілд Венсдей», а також національну збірну Ірландії.

## Клубна кар'єра
Вихованець футбольної школи клубу «Манчестер Сіті». Дорослу футбольну кар'єру розпочав 1981 року в основній команді того ж клубу, в якій провів один сезон, так і не взявши участь в матчах чемпіонату.
Не пробившись до основи манкуніанців, Джон підписав контракт з клубом «Лідс Юнайтед», до складу якого приєднався 1982 року. Відіграв за команду з Лідса наступні сім сезонів своєї ігрової кар'єри. Більшість часу, проведеного у складі «Лідс Юнайтед», був основним гравцем команди.
1989 року захищав кольори команди клубу «Ноттінгем Форест». В тому ж році уклав контракт з клубом «Шеффілд Венсдей», у складі якого провів наступні сім років своєї кар'єри гравця. Граючи у складі «Шеффілд Венсдей» також здебільшого виходив на поле в основному складі команди, проте в 1996 році втратив місце в основному складі і був відданий в оренду до клубу «Бірмінгем Сіті», після чого залишив команду з Шеффілда.
Згодом, з 1996 по 1998 рік грав у складі команд «Болтон Вондерерз» та «Донкастер Роверз».
Завершив професійну ігрову кар'єру у клубі «Олдем Атлетик», за команду якого виступав протягом 1998—2004 років.

## Виступи за збірну
1988 року дебютував в офіційних матчах у складі національної збірної Ірландії. Протягом кар'єри у національній команді, яка тривала 8 років, провів у формі головної команди країни 34 матчі, забивши 5 голів.
У складі збірної був учасником чемпіонату Європи 1988 року у ФРН, чемпіонату світу 1990 року в Італії та чемпіонату світу 1994 року у США.

## Кар'єра тренера
Розпочав тренерську кар'єру невдовзі по завершенні кар'єри гравця, 2006 року, очоливши тренерський штаб клубу «Олдем Атлетик».
Наразі очолює тренерський штаб команди «Честерфілд».

## Титули і досягнення
- Володар Кубка англійської ліги (1):

«Шеффілд Венсдей»:  1990-1991